# Lefkaritika

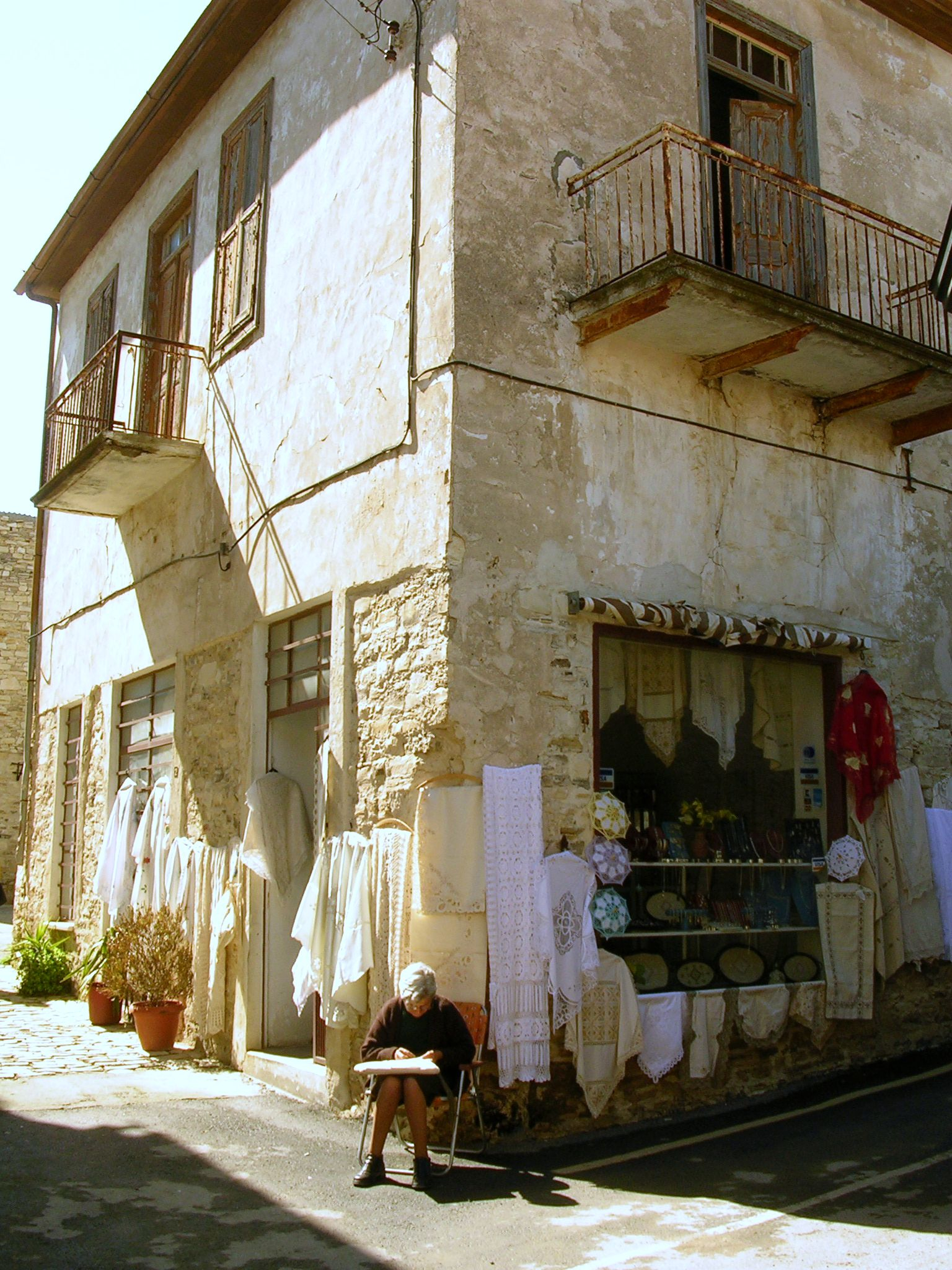
Csipkeverő Lefkarában

A Lefkaritika (görögül: λευκαρίτικα) hagyományos csipke a délkelet-ciprusi Lefkarából. 2009-ben a lefkarai csipkeverési hagyományok felkerültek az UNESCO Szellemi kulturális örökség listájára.

## Története

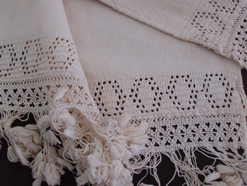
Asproploumi, a Lefkaritikát megelőző típus

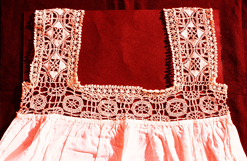
„Velencei csipke” – „ciprusi csipke”

Lefkarában a csipkekészítés hagyományai a középkorban, a 14. század előtt kezdődtek. Hagyományosan Cipruson a lányok fehér csipkét visznek hozományként a házasságkötéskor. A csipkemesterség fejlődésének csúcsa itt Bizánc virágkorában következett be, amikor a csipkét Konstantinápolyon keresztül exportálták Európába. Ciprus Velence általi megszállása idején (1498–1521), amikor a gazdag velenceiek Lefkarába érkeztek pihenni, a falusiak megfigyelték a fehér olasz csipkéket, amelyeket viseltek, és alkalmazták a technikáikat,  hagyományos elemekkel kiegészítve a mintákat a régió jellege szerint.
A csipkeverés művészete nemzedékről nemzedékre öröklődött: a nők csipkét készítettek, a férfiak pedig árulták. A hagyomány szerint a 15. században Leonardo da Vinci ellátogatott Ciprusra, és egy lefkarai csipkét vitt vissza Olaszországba, amely ma a Milánói dóm katedrálisát díszíti.

## Technika
A csipke Észak-Írországból importált vászon anyagból készül. Vászonból mintákat vágnak ki, majd csipkével borítják. A csipkét főként terítők és szalvéták gyártására használják.

## Fordítás
- Ez a szócikk részben vagy egészben  a   Lefkaritika című lengyel Wikipédia-szócikk ezen változatának fordításán alapul.  Az eredeti cikk szerkesztőit annak laptörténete sorolja fel. Ez a jelzés csupán a megfogalmazás eredetét és a szerzői jogokat jelzi, nem szolgál a cikkben szereplő információk forrásmegjelöléseként.